# 4 septembre
Pour les articles homonymes, voir Quatre-Septembre.
4 août 4 octobre
Chronologies thématiques
- Croisades
- Ferroviaires
- Sports
- Disney
- Anarchisme
- Catholicisme

Abréviations / Voir aussi
- (° 1852) = né en 1852
- († 1885) = mort en 1885
- a.s. = calendrier julien
- n.s. = calendrier grégorien
- Calendrier
- Calendrier perpétuel
- Liste de calendriers
- Naissances du jour

Le 4 septembre est le 247e jour de l'année du calendrier grégorien, 248e lorsqu'elle est bissextile (il en reste ensuite 118).
C'était généralement le 18 fructidor du calendrier républicain français, officiellement dénommé  jour du nerprun.

## Événements

### Vesiècle
- 476 : déposition du dernier empereur d'Occident, Romulus Augustule, par le Germain Odoacre.

### VIIesiècle
- 626 : Tang Taizong devient le deuxième empereur chinois de la dynastie Tang.

### XIIIesiècle
- 1260 : bataille de Montaperti (conflit entre guelfes et gibelins), victoire des forces siennoises sur les forces florentines.

### XVesiècle
- 1479 : signature du traité d'Alcáçovas.

### XVIesiècle
- 1526 : bataille de Linlithgow Bridge, entre clans écossais.

### XVIIesiècle
- 1607 : fuite des comtes Hugh O'Neill et Hugh Roe O'Donnell.

### XVIIIesiècle
- 1774 : James Cook découvre la Nouvelle-Calédonie.
- 1781 : fondation de la ville de Los Angeles.
- 1796 : combat de Rovereto, opposant l'armée d'Italie, commandée par Napoléon Bonaparte, aux forces autrichiennes de Paul Davidovitch.
- 1797 : coup d'État du 18 fructidor an V, mené par le Directoire à la fois contre les royalistes et les jacobins.
- 1800 : victoire britannique et fin du blocus de Malte, pendant les guerres de la Révolution française.

### XIXesiècle
- 1870 : proclamation de la Troisième République en France (voir en fin d'article).

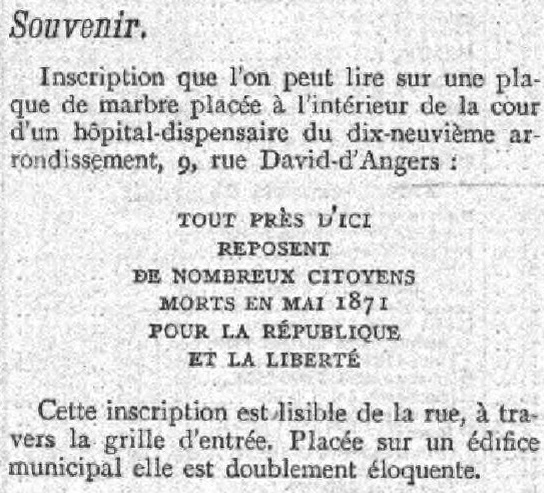
L'Aurore le 5 septembre 1903

- L'Aurore le 5 septembre 19031886 : reddition de Geronimo en Amérique du Nord.
- 1903 : Installation clandestine d’une plaque commémorative anonyme, le jour anniversaire de la proclamation de la République, en l’honneur des « très nombreux citoyens morts en mai 1871 », qui reposent « tout près d’ici » révèle L'Aurore daté du 5 septembre 1903.

### XXesiècle
- 1914 : convention de Londres, entre les gouvernements de Grande-Bretagne, de France et de Russie.
- 1944 : un cessez-le-feu met fin à la guerre de Continuation.
- 1948 : abdication de la reine Wilhelmine des Pays-Bas.
- 1957 : neuf étudiants noirs se voient refuser l'entrée au lycée par la Garde nationale des États-Unis, pendant la ségrégation raciale.
- 1958 : présentation de la Constitution de la Ve République française par Charles de Gaulle.
- 1970 : élection de Salvador Allende à la présidence chilienne.
- 1975 : accord du 4 septembre 1975 sur le Sinaï, entre Égypte et Israël, par le biais des États-Unis.
- 1984 : élection de Brian Mulroney à la tête du gouvernement canadien, lors de l'élection fédérale canadienne. Il mène son parti à la plus importante majorité législative de l'histoire canadienne, avec 211 sièges sur 292.
- 1989 : première des manifestations du lundi à Leipzig, conduisant à la chute de l'Allemagne de l'Est.

### XXIesiècle
- 2012 : élection de la première femme Première ministre de l'histoire du Québec, Pauline Marois.
- 2014 : Al-Qaïda annonce la création d’une nouvelle branche dans le sous-continent indien.
- 2018 :
  - en France, annonce de la démission de la ministre des Sports Laura Flessel pour raisons personnelles, à quelques heures du remaniement du Gouvernement Édouard Philippe (2). François de Rugy devient alors ministre d'État et ministre de la Transition écologique et solidaire en remplacement de Nicolas Hulot, et Roxana Maracineanu remplace Laura Flessel au ministère des sports.
  - au Pakistan, Arif Alvi est élu président de la république.
- 2022 : les Chiliens rejettent par référendum un projet de nouvelle Constitution.

## Arts, culture et religion
- 1996 : Début de la diffusion française de Docteur Globule, la série d'animation franco-britannique de Tony Barnes sur TF1 dans Salut les Toons.
- 2016 : canonisation de mère Teresa par le pape François.

## Sciences et techniques
- 1998 : création de Google, par Larry Page et Sergey Brin, dans la Silicon Valley en Californie.
- 2024 : le petit astéroïde 2024 RW1 se désintègre au-dessus des Philippines[1].

## Économie et société
- 1994 : ouverture de l'aéroport international du Kansai (Japon).
- 2000 : les radios locales de "Radio France" changent de nom, le réseau régional s'appelle désormais "France Bleu"[2].
- 2013 : Nokia, numéro 1 du marché jusqu'en 2011, vend son activité de téléphonie mobile à Microsoft, pour 7,2 milliards de dollars (5,44 milliards d'euros).
- 2022 : au Canada, des attaques au couteau font 10 morts et une quinzaine de blessés[3].

## Naissances

### XIVesiècle
- 1383 : Amédée VIII, duc de Savoie de 1391 à 1440, antipape sous le nom de Félix V († 7 janvier 1451).

### XVIIIesiècle
- 1729 : Louis de France, dauphin du Viennois, fils aîné du roi Louis XV, père des rois Louis XVI et ses frères († 20 décembre 1765).
- 1768 : François-René de Chateaubriand, écrivain, homme politique et diplomate français, ministre des Affaires étrangères de 1822 à 1824 et plusieurs fois ambassadeur († 4 juillet 1848).
- 1789 : Charles Gaudichaud-Beaupré, botaniste français († 16 janvier 1854).

### XIXesiècle
- 1809 : Juliusz Słowacki, poète polonais († 3 avril 1849).
- 1824 : Anton Bruckner, compositeur autrichien († 11 juin 1896).
- 1874 : Jean d'Orléans, descendant de Louis-Philippe Ier, prétendant au trône de France comme « Jean III » († 25 août 1940).
- 1876 : Joseph-Alfred Langlois, évêque québécois († 22 septembre 1966).
- 1892 : Darius Milhaud, compositeur français († 22 juin 1974).
- 1894 : Orane Demazis, actrice française († 25 décembre 1991).
- 1896 : Antonin Artaud, écrivain français († 4 mars 1948).

### XXesiècle
- 1901 : William Lyons, constructeur automobile britannique, créateur de la marque Jaguar († 8 février 1985).
- 1904 : 
  - Christian-Jaque (Christian Albert François Maudet dit ), réalisateur français († 8 juillet 1994).
  - Sabin Carr, athlète américain, champion olympique en saut à la perche en 1928 († 12 septembre 1983).
- 1907 : 
  - Leo Castelli, marchand d'art et galeriste américain († 21 août 1999).
  - Maria Kotarba, Juste parmi les nations polonaise († 30 décembre 1956).
- 1908 :
  - Edward Dmytryk, réalisateur américain d’origine canadienne († 1er juillet 1999).
  - Dita Parlo (Gerda Olga Justine Kornstädt dite), actrice allemande († 13 décembre 1971).
  - Richard Wright, écrivain américain († 28 novembre 1960).
- 1909 :
  - Johannes Willebrands, cardinal néerlandais († 2 août 2006).
  - Eduard Wirths, chef SS médecin (SS-Standortarzt) allemand au camp de concentration d'Auschwitz († 20 septembre 1945).
- 1911 : Léon Eeckhoutte, homme politique français († 31 janvier 2004).
- 1913 :
  - Stanford Moore, biochimiste américain, prix Nobel de chimie 1972 († 23 août 1982).
  - Kenzo Tange (丹下 健三), architecte et urbaniste japonais († 22 mars 2005).
- 1917 : Henry Ford II, industriel américain, président de la compagnie Ford de 1945 à 1979 († 29 septembre 1987).
- 1918 : André Essel, homme politique, résistant et entrepreneur français († 31 janvier 2005).
- 1919 : Émile Bouchard, hockeyeur professionnel québécois († 14 avril 2012).
- 1922 : Rosalío José Castillo Lara, cardinal vénézuélien († 16 octobre 2007).
- 1924 : 
  - Joan Aiken, écrivaine britannique († 4 janvier 2004).
  - Bradford C. Freeman (en) (Bradford Clark Freeman), postier et ancien soldat américain de la Seconde Guerre mondiale, dernier survivant ayant inspiré la band of Brothers († 3 juillet 2022).
  - Wanis al-Kadhafi (خالد القذافي en arabe), homme politique libyen, premier ministre de la Libye monarchique de 1968 jusqu'au coup d'État de son homonyme Mouhammar Kadhafi en 1969 († 21 décembre 1986).
- 1925 : Elias Hraoui (إلياس هراوي), avocat et homme politique libanais, président du Liban de 1989 à 1998 († 7 juillet 2006).
- 1926 :
  - Ivan Illich, penseur autrichien de l'écologie politique († 2 décembre 2002).
  - Bert Olmstead, hockeyeur professionnel canadien († 16 novembre 2015).
  - André Passeron, journaliste politique français († 12 août 1994).
- 1928 : 
  - Dominique Colonna, footballeur puis entraîneur corse et français, gardien de but quatre fois champion de France.
  - Richard Allen « Dick » York, acteur américain († 20 février 1992).
- 1929 : Françoise Faucher (née Françoise Elias), actrice québécoise d’origine française.
- 1931 : Mitzi Gaynor (Francisca Weissgerber dite), chanteuse, danseuse et actrice américaine.
- 1934 :
  - Édouard Khil (Эдуард Анатольевич Хиль), chanteur baryton russe († 4 juin 2012).
  - Claude Théberge, peintre canadien († 15 mai 2008).
- 1937 :
  - Dawn Fraser, nageuse australienne quatre fois championne olympique.
  - Mikk Mikiver, acteur et metteur en scène soviétique puis estonien († 9 janvier 2006).
- 1942 :
  - Raymond Floyd, golfeur américain.
  - Patrice Fontanarosa, violoniste français.
- 1944 : Anthony B. Atkinson, économiste britannique († 1er janvier 2017).
- 1945 : « Nimeño I » (Alain Montcouquiol dit), toréro français.
- 1946 : Marcel Dehoux, homme politique français.
- 1949 : 
  - Yann Queffélec, écrivain breton.
  - Tom Watson, golfeur américain.
- 1951 :
  - Martin Chambers (en), musicien britannique du groupe The Pretenders.
  - Claude Meunier, acteur, dramaturge, humoriste et réalisateur québécois.
- 1952 : 
  - Jim Schoenfeld, joueur puis entraîneur et gestionnaire de hockey sur glace canadien.
  - Sugar Ray Seales, boxeur américain, champion olympique.
- 1953 : Patrice Favaro, écrivain voyageur français.
- 1957 : Patricia Tallman, actrice américaine.
- 1960 : Damon Wayans, acteur américain.
- 1961 : Cédric Klapisch, réalisateur, acteur, producteur et scénariste français.
- 1963 : John Vanbiesbrouck, hockeyeur professionnel américain.
- 1964 : 
  - Tomas Sandström, hockeyeur professionnel suédois.
  - Robson da Silva, athlète brésilien spécialiste du sprint.
- 1965 :
  - Sergio Momesso, hockeyeur professionnel québécois.
  - Lisa Jane « L. J. » Smith, romancière américaine.
- 1966 : Jearl Miles-Clark, athlète américaine spécialiste du 400 m, championne olympique.
- 1968 :
  - Natacha Amal, actrice belge.
  - Phill Lewis, acteur américain.
  - Mike Piazza, joueur de baseball américain.
- 1969 :
  - Louis Aliot, homme politique français, maire de Perpignan depuis 2020.
  - Dorota Budna, costumière et productrice polonaise.
- 1970 : Richard Speight Jr., acteur, producteur, réalisateur et scénariste américain.
- 1971 : Mark Knowles, joueur de tennis bahamien.
- 1972 : Daniel Nestor, joueur de tennis canadien.
- 1973 : Moundir Zoughari, candidat de télé-réalité et animateur de télévision français.
- 1974 : 
  - Carmit Bachar, chanteuse américaine du groupe The Pussycat Dolls.
  - Justine Lévy, écrivaine française.
- 1975 : Kai Owen, acteur gallois.
- 1977 : Kharma/Awesome Kong (Kia Stevens dite), lutteuse américaine.
- 1978 : 
  - Wesley Cook « Wes » Bentley, acteur américain.
  - Joseph Ponthus (Baptiste Cornet dit), écrivain français († 24 février 2021).
- 1979 : Maksim Afinoguenov (Максим Сергеевич Афиногенов), hockeyeur professionnel russe.
- 1981 : Beyoncé Knowles, chanteuse américaine.
- 1982 : 
  - Lou Doillon, actrice, chanteuse et mannequin française.
  - Annabelle Euranie, judokate française.
  - Mark Lewis-Francis, athlète britannique spécialiste du sprint, champion olympique.
- 1986 : Charlotte Le Bon, animatrice de télévision et comédienne québécoise.
- 1987 : Maryna Linchuk (Марына Лінчук), mannequin biélorusse.
- 1988 : 
  - Alexandre Chadrine, footballeur ouzbek († 21 juin 2014).
  - James Edward « J. J. » Hickson, basketteur américain.
- 1989 : Antoine Léaument, homme politique et vidéaste français.
- 1990 :
  - Stefanía Fernández, Miss Venezuela 2008 et Miss Univers 2009.
  - Liu Lisi, créateur chinois de couture.
- 1991 : Carter Jenkins, acteur américain.
- 1992 : Layvin Kurzawa, footballeur français.
- 1993 : Yannick Carrasco, footballeur belge.

## Décès

### XIVesiècle
- 1324 : Sanche Ier, roi de Majorque de 1311 à 1324 (° inconnue).
- 1325 : Rukn ad-Din Baybars al-Mansouri, un général et historien mamelouk (° 1245 ou 1247).

### XVIIesiècle
- 1680 : Nicolas Baudesson, artiste peintre français (° 6 décembre 1611).

### XVIIIesiècle
- 1780 : John Fielding, magistrat et réformateur social britannique (° 1721).
- 1784 : César-François Cassini, astronome français (° 17 juin 1714).

### XIXesiècle
- 1843 : Léopoldine Hugo, fille de Victor Hugo (° 28 août 1824).
- 1852 : William MacGillivray, naturaliste et ornithologue écossais (° 25 janvier 1796).
- 1882 : Eugène Woillez, médecin français (° 19 janvier 1811).
- 1886 :
  - Benjamin Franklin Cheatham, général américain (° 20 octobre 1820).
  - Agustina Gutiérrez Salazar, peintre chilienne (° 1851).
- 1895 : Antoine Plamondon, peintre québécois (° 29 février 1804).

### XXesiècle
- 1907 : Edvard Grieg, compositeur et pianiste norvégien (° 15 juin 1843).
- 1929 : Dina Bélanger, religieuse, musicienne et mystique québécoise (° 30 avril 1897).
- 1937 : Richard Pringiers, architecte belge (° 7 juillet 1869).
- 1940 : Madeleine Sharps Buchanan, écrivaine américaine (° 15 janvier 1886).
- 1952 : Carlo Sforza, homme politique italien (° 24 janvier 1872).
- 1963 : Robert Schuman, homme politique français, président du Conseil des ministres de 1947 à 1948, l'un des pères fondateurs de la construction européenne (° 29 juin 1886).
- 1964 : Clément Roques, cardinal français, archevêque d'Aix-en-Provence de 1934 à 1940 et de Rennes de 1940 à 1964 (° 8 décembre 1880).
- 1965 : Albert Schweitzer, théologien protestant, musicien, philosophe et médecin français (° 14 janvier 1875).
- 1967 :
  - Gérard Bauër, essayiste et critique français membre de l'Académie Goncourt (° 7 octobre 1888).
  - Georges-Henry Duquet, peintre québécois (° 13 janvier 1887).
- 1973 : Elise Ottesen-Jensen, journaliste suédoise (° 2 janvier 1886).
- 1974 : Marcel Achard, dramaturge, écrivain, scénariste et académicien français (° 5 juillet 1899).
- 1977 : Jean Rostand, écrivain, biologiste et académicien français (° 30 octobre 1894).
- 1981 : Louis Delamare, ambassadeur de France au Liban (° 12 novembre 1921).
- 1982 : Béatrice Bretty, actrice française, speakerine cobaye de premiers essais télévisuels (° 26 octobre 1893).
- 1986 :
  - Françoise Gaudet-Smet, journaliste, animatrice et auteure québécoise (° 26 octobre 1902).
  - Hank Greenberg, joueur de baseball américain (° 1er janvier 1911).
- 1989 : Georges Simenon, écrivain belge de langue française (° 13 février 1903).
- 1990 : Irene Dunne, actrice américaine (° 20 décembre 1898).
- 1991 :
  - Charlie Barnet, saxophoniste et chef d’orchestre de musique de jazz américain (° 26 octobre 1913).
  - Azellus Denis, homme politique canadien (° 26 mars 1907).
  - Henri de Lubac, jésuite, théologien et cardinal français (° 20 février 1896).
  - Dottie West, chanteuse de musique country américaine (° 11 octobre 1932).
- 1993 : Hervé Villechaize, acteur français (° 23 avril 1943).
- 1997 : 
  - Pierre Chatenet, homme politique français (° 6 mars 1917).
  - Aldo Rossi, architecte italien (° 3 mai 1931).
- 2000 :
  - Bernard Assiniwi, écrivain, comédien, auteur et réalisateur radiophonique canadien (° 31 juillet 1935).
  - David Brown, bassiste américain du groupe Santana (° 15 février 1950).
  - Augusto Vargas Alzamora, cardinal péruvien (° 9 novembre 1922).

### XXIesiècle
- 2002 : Vlado Perlemuter, pianiste français d’origine polonaise (° 26 mai 1904).
- 2003 :
  - Lola Bobesco, violoniste belge d'origine roumaine (° 9 août 1921).
  - Susan Chilcott, soprano britannique (° 8 juillet 1963).
  - Tibor Varga, violoniste et compositeur hongrois (° 4 juillet 1921).
- 2004 :
  - Samira Bellil, éducatrice spécialisée française (° 24 novembre 1972).
  - Alphonso Ford, basketteur américain (° 31 octobre 1971).
  - Serge Marquand, acteur et producteur français (° 12 mars 1930).
  - Moe Norman, golfeur professionnel canadien (° 10 juillet 1929).
- 2006 :
  - Rémy Belvaux, acteur, réalisateur, producteur et scénariste belge (° 10 novembre 1966).
  - Giacinto Facchetti, footballeur italien (° 18 juillet 1942).
  - Steve Irwin, animateur de télévision australien (° 22 février 1962).
  - Astrid Varnay, soprano suédoise (° 25 avril 1918).
- 2007 :
  - Yvette Chassagne, haut fonctionnaire et résistante française (° 28 mars 1922).
  - John Scott, homme politique et propriétaire terrien britannique (° 28 septembre 1923).
  - Ryūzō Sejima, colonel japonais de l'armée impériale (° 9 décembre 1911).
- 2008 :
  - Marcelle Devaud, femme politique française (° 7 janvier 1908).
  - Alain Jacquet, peintre français (° 22 février 1939).
- 2010 : Paul Noirot, journaliste et militant communiste français (° 18 novembre 1923).
- 2011 :
  - Aïcha du Maroc, princesse marocaine (° 17 juin 1930).
  - Lee Roy Selmon, joueur de foot U.S. américain (° 20 octobre 1954).
- 2012 : 
  - André Delelis, homme politique français (° 23 mai 1924).
  - Michel Moreau, réalisateur, scénariste et producteur québécois d’origine française (° 2 octobre 1931).
  - Ian Parrott, compositeur et musicologue britannique (° 5 mars 1916).
  - Milan Vukelić, footballeur yougoslave puis serbe (° 2 janvier 1936).
- 2013 : Michel Pagé, homme politique québécois (° 4 décembre 1949).
- 2014 : Joan Rivers, actrice et animatrice américaine (° 8 juin 1933).
- 2015 : Sylvie Joly, actrice et humoriste française (° 18 octobre 1934).
- 2016 : Roberto Bissonnette, chanteur et hockeyeur québécois (° 27 avril 1981).
- 2019 : Roger Etchegaray, prélat franco-basque, un temps doyen d'âge du Collège cardinalice, académicien ès sciences morales et politiques (° 25 septembre 1922).
- 2020 : Annie Cordy, chanteuse, meneuse de revue et actrice belgo-française (° 16 juin 1928).
- 2021 : 
  - Billy Cafaro, chanteur argentin (° 1er novembre 1936).
  - Albert Giger, fondeur suisse (° 7 octobre 1946).
  - Léonard Groguhet, acteur ivoirien (° 1939).
  - Jörg Schlaich, ingénieur en génie civil allemand (° 17 octobre 1934).
  - Willard Scott, acteur américain (° 7 mars 1934).
  - Lydia Wevers, écrivaine et critique littéraire néo-zélandaise (° 19 mars 1950)
- 2022 : Boris Lagutin, Cyrus Pallonji Mistry, Art Rosenbaum, Thorkild Simonsen.
- 2023 :
  - Josephine Arendt, endocrinologue britannique (° 1941).
  - Guðbergur Bergsson, écrivain et traducteur islandais (° 16 octobre 1932).
  - Steve Harwell, musicien américain (° 9 janvier 1967).
  - Ameur Hizem, footballeur puis entraîneur tunisien (° 22 septembre 197).
  - Ed Meador, joueur de foot U.S. américain (° 10 août 1937).
  - Denis Monette, journaliste et écrivain canadien (° 6 décembre 1936).
- 2024 :
  - Oswald d'Andréa, compositeur français (° 9 août 1935).
  - Luis Ayala, joueur de tennis chilien (° 18 septembre 1932).
  - Sergueï Viktorovitch Ivanenko, homme politique soviétique, puis russe (° 12 janvier 1959).
  - Céline Orgelle Kentsop, actrice camerounaise (° 4 mai 1970).
  - Hermes Ramírez, athlète de sprint cubain (° 7 janvier 1948).

## Célébrations

### Nationales
- Argentine :
  - Día del Inmigrante (es) ou « journée des immigrants » depuis 1949.
  - Día de la Historieta (es) ou « journée de la bande dessinée ».
  - Día de la Secretaria[4] ou « journée des secrétaires ».
- États-Unis : Newspaper Carrier Day (en) ou « journée des vendeurs de journaux à la criée ».

### Religieuse et assimilée
- Christianisme : station dans la fondation de Flavia avec mémoire du patriarche Joseph, du prophète Moïse ci-après et de Julien martyr (sans doute celui des Martyrs de Palestine, XI 16-27) dans le lectionnaire de Jérusalem.
- Scientologie : clear day célébrant l'inauguration de Hubbard's Clearing Course en 1965.

### Saints des Églises chrétiennes

#### Saints des Églises catholiques et orthodoxes
Saints du jour, :
- Boniface Ier († 422) 42e pape de 418 à 422.
- Calétric de Chartres († 567) évêque de Chartres.
- Frézal du Gévaudan († 826) évêque de Mende.
- Hermione († 117) et Iris († 117 également ?), filles d'un Saint Philippe diacre.
- Ida de Herzfeld († 825) veuve.
- Irmgarde de Süchteln (de) († 1089) comtesse.
- Marcel († 177) diacre martyr à Chalon-sur-Saône.
- Marin de Rimini († 307) ermite.
- Moïse (vers le milieu du XIIIe siècle av. J.-C.[7]), prophète de l'Ancien Testament.
- Sulpice de Bayeux († 844) évêque de Bayeux.
- Thamel († 125) et ses compagnons martyrs.

#### Saints des Églises catholiques
- Bernard Bieda Grau († 1936) capucin espagnol et bienheureux, martyr de la guerre civile espagnole.
- Catherine de Racconigi († 1547), religieuse et bienheureuse italienne, membre du Tiers-Ordre dominicain, mystique.
- Dina Bélanger († 1929) religieuse et bienheureuse canadienne de la congrégation des sœurs de Jésus-Marie.
- Facond Fernández Rodríguez († 1936) prêtre espagnol et bienheureux, martyr de la guerre civile espagnole.
- François Sendra Ivars († 1936) prêtre espagnol et bienheureux, martyr de la guerre civile espagnole.
- Guillaume Tappers († 1573) bienheureux prêtre récollet martyr en Hollande.
- Jean Moreno Juárez et Jean Muñoz Quero († 1936), prêtres espagnols et bienheureux, martyrs de la guerre civile espagnole.
- José de Jésus et Marie (es) († 1936) religieux espagnol et bienheureux, martyr de la guerre civile espagnole.
- Joseph-Pascal Carda Saportta († 1936), prêtre espagnol et bienheureux, martyr de la guerre civile espagnole.
- Louis Prado García († 1936) seminariste espagnol et bienheureux, martyr de la guerre civile espagnole.
- Nicolas Rusca († 1618) prêtre catholique suisse et martyr.
- Rosalie de Palerme († 1170) vierge italienne.
- Scipion-Jérôme Brigeat († 1794) prêtre français martyr lors de la Révolution française[8].

#### Saints orthodoxes
Saints du jour, aux dates parfois "juliennes" / orientales :
- Anthime († 1782) dit « l'Aveugle », ascète en Céphalonie, fondateur de monastères sur des îles grecques, thaumaturge.
- Gorazd de Prague († 1942), évêque de Moravie-Silésie, martyr exécuté par les nazis.
- Parthène de Crimée († 1867), higoumène et martyr en Crimée.

### Prénoms
Bonne fête aux Rosalie et ses variantes : Rosalia, Rosalind, Rosalynd, Rosalynn (voir 23 août, 17 janvier).
Et aussi aux :
- Boniface,
- Hermione (et 9 juillet) ;
- Iris[réf. à confirmer] (et 5 octobre) ;
- Moïse et ses variantes : מֹשֶׁה / Moïsché, Moïsi, Moshe, Moshé en hébreu, Mosis en ancien égyptien voire copte transcrit, موسى, Moussa en arabe, ⵎⵓⵙⵙⴰ en berbère, Mωϋσῆς, Μωσῆς, Mō(y)sēs en grec , Moyses en latin, etc.

## Traditions et superstitions

### Astrologie
- Signe du zodiaque : treizième jour du signe astrologique de la Vierge.

## Toponymie
De nombreuses voies, places ainsi que des sites et édifices portent le nom de cette date en langue française sous diverses graphies possibles et figurent dans la page Quatre-Septembre .